# ميخائيل غروم
ميخائيل غروم (بالإنجليزية: Michael Groom)‏ هو متسلق جبال أسترالي، ولد في 1959.